# Ардово (район Рожнява)
Ардово (словац. Ardovo, венг. Pelsőcardó) — деревня в районе Рожнява Кошицкого края Словакии в исторической области Гемер.
Расположена на высоте 277 м. Площадь — 11,208 кв.км. Находится в 22 км от города Рожнява.
Население на 31 декабря 2022 года — 154 жителя.
Первые документальные упоминания о деревне датируются 1243 годом. До создания независимой Чехословакии в 1918 году Деревня входила в состав Венгерского королевства. С 1938 по 1945 год снова была частью Венгрии.

## Население
| Год:                | 1994 | 2004    | 2014    | 2024     |
| ------------------- | ---- | ------- | ------- | -------- |
| Количество человек: | 174  | 180     | 169     | 144      |
| Разница:            |      | +3,44 % | −6,11 % | −14,79 % |